# Telopelopia fascigera
Telopelopia fascigera är en tvåvingeart som först beskrevs av Verneaux 1970.  Telopelopia fascigera ingår i släktet Telopelopia och familjen fjädermyggor. Arten har ej påträffats i Sverige. Inga underarter finns listade i Catalogue of Life.